# Вебстер (селище, Нью-Йорк)
Вебстер (англ. Webster) — селище (англ. village) в США, в окрузі Монро штату Нью-Йорк. Населення — 5651 особа (2020).

## Географія
Вебстер розташований за координатами 43°12′59″ пн. ш. 77°25′19″ зх. д. / 43.21639° пн. ш. 77.42194° зх. д. (43.216387, -77.421944).  За даними Бюро перепису населення США в 2010 році селище мало площу 5,70 км², з яких 5,70 км² — суходіл та 0,00 км² — водойми.

## Демографія
Згідно з переписом 2010 року, у селищі мешкало 5399 осіб у 2337 домогосподарствах у складі 1400 родин. Густота населення становила 946 осіб/км².  Було 2491 помешкання (437/км²).
Расовий склад населення:
| - 83,4 % — білих - 5,7 % — азіатів - 5,2 % — чорних або афроамериканців - 0,3 % — корінних американців - 0,1 % — вихідців з тихоокеанських островів - 1,8 % — осіб інших рас |

До двох чи більше рас належало 3,4 %. Частка іспаномовних становила 5,2 % від усіх жителів.
За віковим діапазоном населення розподілялося таким чином: 24,7 % — особи молодші 18 років, 59,7 % — особи у віці 18—64 років, 15,6 % — особи у віці 65 років та старші. Медіана віку мешканця становила 37,1 року. На 100 осіб жіночої статі у селищі припадало 89,4 чоловіків;  на 100 жінок у віці від 18 років та старших — 83,1 чоловіків також старших 18 років.
Середній дохід на одне домашнє господарство  становив 47 058 доларів США (медіана — 35 708), а середній дохід на одну сім'ю — 54 012 долари (медіана — 47 931). Медіана доходів становила 43 254 долари для чоловіків та 29 214 долари для жінок. За межею бідності перебувало 29,3 % осіб, у тому числі 53,4 % дітей у віці до 18 років та 8,8 % осіб у віці 65 років та старших.
Цивільне працевлаштоване населення становило 2405 осіб. Основні галузі зайнятості: освіта, охорона здоров'я та соціальна допомога — 24,0 %, науковці, спеціалісти, менеджери — 18,7 %, роздрібна торгівля — 14,6 %, виробництво — 11,1 %.